# أديم ظاهر
الأديم الظاهر (باللاتينية: Ectoderm) هو أحد الطبقات المنتشة الثلاثة التي تتشكل أثناء التكون الجنيني المبكر. يعد الطبقة الخارجية والسطحية مقارنةً بالأديم المتوسط (الطبقة الوسطى) والأديم الباطن (الطبقة الأعمق). ينشأ الأديم الظاهر من الطبقة الخارجية للخلايا المنتشة. تأتي كلمة الأديم الظاهر (إكتوديرم) من الكلمة اليونانية إكتوس التي تعني «الخارج»، وكلمة ديرما بمعنى «الجلد».
بشكل عام، يتمايز الأديم الظاهر ليشكل الأنسجة الطلائية (الظهارية) والعصبية (النخاع الشوكي والأعصاب المحيطية والدماغ). هذا يشمل الجلد وبطانات الفم والشرج والمنخران والغدد العرقية والشعر والأظافر ومينا الأسنان. تشتق الأنواع الطلائية الأخرى من الأديم الباطن.
في أجنة الفقاريات، يمكن تقسيم الأديم الظاهر إلى قسمين: الأديم الظاهر السطحي المعروف أيضًا باسم الأديم الظاهر الخارجي، والصفيحة العصبية، التي تنطوي لتشكل الأنبوبة العصبية والعرف العصبي. تنشأ معظم الأنسجة الطلائية من الأديم الظاهر السطحي، وتنشأ معظم الأنسجة العصبية من الصفيحة العصبية. لهذا السبب، يُشار أيضًا إلى الصفيحة العصبية والعرف العصبي باسم الأديم الظاهر العصبي.

## التاريخ
يُنسب الفضل إلى عالم الأحياء البلطيقي الألماني الروسي، هاينز كريستيان باندر، في اكتشاف الطبقات المنتشة الثلاث التي تتشكل أثناء التكون الجنيني. حصل باندر على شهادة الدكتوراه في علم الحيوان من جامعة فورتسبورغ عام 1817. بدأ دراساته في علم الأجنة باستخدام بيض الدجاج، ما سمح له باكتشاف الأديم الظاهر والأديم المتوسط والأديم الباطن. بسبب النتائج التي توصل إليها، لُقب بمؤسس علم الأجنة.
واصل عالم الأحياء البروسي الإستوني، كارل إرنست فون باير، عمل باندر على الجنين المبكر. أخذ باير مفهوم باندر عن الطبقات المنتشة ومن خلال البحث المكثف للعديد من الأنواع المختلفة، تمكن من توسيع هذا المبدأ ليشمل جميع الفقاريات. حصل باير أيضًا على الفضل في اكتشافه للأريمة. نشر باير النتائج التي توصل إليها، بما في ذلك نظرية الطبقة المنتشة، في مرجع بعنوان عن تطور الحيوانات، وصدر عام 1828.

## التمايز

### الظهور الأولي
يمكن ملاحظة الأديم الظاهر أولًا في البرمائيات والأسماك خلال المراحل المتأخرة من تكون المعيدة. في بداية هذه العملية، ينقسم الجنين النامي إلى عدة خلايا، مكونًا كرة مجوفة تسمى الأريمة. تعد الأريمة قطبية، ويطلق على نصفيها نصف الكرة الحيواني ونصف الكرة النباتي. يصبح نصف الكرة الحيواني في النهاية الأديم الظاهر.

### التطور المبكر
مثل الطبقتين المنتشتين الأخرتين -أي الأديم المتوسط والأديم الباطن- يتشكل الأديم الظاهر بعد فترة وجيزة من التخصيب، وبعد ذلك يبدأ الانقسام السريع للخلية. يخضع موضع الأديم الظاهر بالنسبة للطبقات المنتشة الأخرى للجنين ل«الألفة الانتخابية»، ما يعني أن السطح الداخلي للأديم الظاهر له ألفة (إيجابية) عالية للأديم المتوسط، وألفة منخفضة (سالبة) للأديم الباطن. تتغير هذه الألفة الانتخابية خلال مراحل التطور المختلفة. تتحدد قوة التجاذب بين سطحين من طبقتين منتشتين من خلال كمية ونوع جزيئات كادهيرين الموجودة على سطح الخلايا. مثلًا، يعد التعبير عن ن-كادهيرين أمرًا حاسمًا للحفاظ على فصل الخلايا الأرومية العصبية عن الخلايا الأرومية الطلائية. بالمثل، بينما يصبح الأديم الظاهر السطحي البشرة، يتم تحفيز الأديم الظاهر العصبي على طول المسار العصبي من قبل الحبل الظهري، والذي يتوضع عادةً فوقه.

### التطور اللاحق
بمجرد تشكل الطبقات المنتشة الثلاث، يمكن أن يحدث التمايز الخلوي. العملية الرئيسية الأولى هنا هي تكون الأنبوب العصبي، إذ يتمايز الأديم الظاهر ليشكل خلايا الأنبوبة العصبية والعرف العصبي والبشرة. تشكل كل من هذه المكونات الثلاثة جملة متممة من الخلايا. تؤدي خلايا الأنبوبة العصبية إلى ظهور الجهاز العصبي المركزي، وتؤدي خلايا العرف العصبي إلى ظهور الجهاز العصبي المحيطي والمعوي، والخلايا الميلانينية، وغضاريف الوجه، وتؤدي المنطقة البشروية إلى ظهور البشرة والشعر والأظافر والغدد الدهنية وظهارة الأنف والفم والعينين.